# Наполеонівське (яйце Фаберже)
Імператорське великоднє яйце «Наполеонівське» — ювелірний виріб фірми Карла Фаберже, виготовлений на замовлення російського імператора Миколи II у 1912 році. Було подароване імператором матері Марії Федорівні на Великдень в пам'ять сторіччя з дня перемоги Росії над армією Наполеона.
В складі колекції Фонду Матильди Геддінгс Грей «Наполеонівське» яйце з 22 листопада 2011 року експонується в музеї Метрополітен (Нью-Йорк).